# Contrôle d'accès discrétionnaire
 (décembre 2021).
Pour les articles homonymes, voir DAC.
Le Contrôle d'accès discrétionnaire (ou DAC pour Discretionary Access Control), est un genre de contrôle d'accès, défini par le Trusted Computer System Evaluation Criteria (TCSEC) comme « des moyens de limiter l'accès aux objets basés sur l'identité des sujets ou des groupes auxquels ils appartiennent. Le contrôle est discrétionnaire car un sujet avec une certaine autorisation d'accès est capable de transmettre cette permission (peut-être indirectement) à n'importe quel autre sujet (sauf restriction du contrôle d'accès obligatoire). » 

## Définition élargie
Le contrôle d'accès discrétionnaire est généralement défini par opposition au contrôle d'accès obligatoire (qui est un contrôle d'accès non discretionnaire parfois nommé égal). On peut également dire qu'un système a le contrôle d'accès discrétionnaire ou purement discrétionnaire comme manière de dire que le système manque d'un contrôle d'accès obligatoire. D'une part, on peut dire que des systèmes mettent en application l'IMPER et le DAC simultanément, où le DAC se rapporte à une catégorie de contrôles d'accès que les sujets peuvent transférer parmi l'un l'autre, et où l'IMPER se rapporte à une deuxième catégorie des contrôles d'accès qui impose des contraintes à la première.

## La théorie et la pratique
Cependant, la signification de la limite n'est pas dans la pratique aussi définie que la définition donnée dans la norme TCSEC. Par exemple, la limite est utilisée généralement dans les contextes qui supposent que, sous DAC, chaque objet a probablement un propriétaire qui commande les permissions d'accéder à l'objet, parce que beaucoup de systèmes appliquent le DAC en utilisant le concept d'un propriétaire. Mais la définition de TCSEC n'indique rien au sujet des propriétaires, techniquement un système de contrôle d'accès ne doit pas avoir un concept de propriétaire pour concilier la définition du TCSEC et du DAC. 
Autre exemple, des possibilités sont parfois décrites en tant que commandes discrétionnaires parce qu'elles permettent à des sujets de transférer leur accès à d'autres sujets, quoique la sécurité ne soit fondamentalement pas au sujet de l'accès basé sur l'identité des sujets. Des possibilités permettent généralement à des permissions d'être passées à n'importe quel autre sujet, pour passer ces permissions, il doit d'abord avoir accès au sujet de réception, et les sujets n'ont pas généralement accès à tous les sujets dans le système.